# Diuretic
| Diuretice                            | Reprezentanți                                   |
| ------------------------------------ | ----------------------------------------------- |
| de ansă                              | Furosemidă, Acid etacrinic, Bumetanid, Torsemid |
| tiazidice                            | Hidroclorotiazidă, Butizidă                     |
| antialdosteronice                    | Spironolactonă, Amilorid, Triamteren            |
| inhibitoare ale anhidrazei carbonice | Acetazolamidă                                   |
| osmotice                             | Manitol, Uree, Izosorbid                        |

Diureticele sunt substanțe care stimulează procesul de formare a urinei. Aceste medicamente acționează la nivelul rinichiului. Medicamentele din acestă grupă sunt folosite pentru eliminarea excesului de apă și sare în stările edematoase prin eliminarea unei urine abundente, bogate în sare. Mecanismele de acțiune ale diureticelor se bazează pe influențarea schimburilor ionice de la nivelul membranei glomerulare și tubulare.

## Istoric
- În secolul XVI, se folosesc diferite substanțe pentru tratarea edemelor. Paracelsus folosește clorură de mercur (Hg2Cl2) ca și diuretic.
- În 1902, medicul Samuel Potter include diureticele într-un compediu medical.
- În secolul XX, Alfred Vogel un student la medicină, obeservă că pacienții elimină cantități mari de urină dacă le este injectată o substanță organo-mercurială.
- Comisia Internațională a Comitetului Internațional Olimpic a interzis folosirea diureticelor deoarece au fost cazuri în care sportivii au utilizat diuretice pentru a masca prezența substanțelor dopante în sânge.

## Clasificare
Se pot clasifica in funcție de mai multe criterii:

### Mecanism de acțiune

#### Diuretice de ansă
Acționează la nivelul segmentului ascendent al ansei lui Henle inhibând reabsorbția de Na+, K+, Cl-. Au un efect diuretic foarte intens crescând foarte mult eliminarea de sare și apă. Aceste diuretice sunt folosite cel mai frecvent ca tratament de urgență în edem pulmonar acut și criza hipertensivă (pe cale intravenosă) sau ca tratament cronic în insuficiența cardiacă, edeme.
Exemple: Furosemidă, Acid etacrinic, Bumetanid, Torsemid

#### Diuretice tiazidice
Acționează la nivelul tubului contort distal împiedicând reabsorbția de Na+ și Cl- cu o creștere consecutivă a eliminării urinare de K+. Efectul diuretic al tiazidelor este mai puțin intens decât cel al diureticelor de ansă. Se administrează ca tratament cronic al insuficienței cardiace, hipertensiunii arteriale, edemelor cardiace, renale sau hepatice.
Exemple: Hidroclorotiazidă, Butizida, Metolazona

#### Diuretice antialdosteronice
Acționează prin blocarea receptorilor pentru aldosteron (Spironolactona), sau ca antagoniști ai aldosteronului(Triamteren și amilorid) ca urmare, scade reabsorbția tubulară de Na+ și scad eliminarea urinară de K+. Sunt indicate în stările de hiperaldosteronism.
Exemple: Spironolactonă, Amilorid, Triamteren

#### Diuretice inhibitoare ale anhidrazei carbonice
Scade formarea de acid carbonic, iar apoi scade disponibilul de ioni de hidrogen pentru schimburile Na+/H+ la nivelul tubului proximal .
Exemplu: Acetazolamidă

#### Diuretice osmotice
Substanțe care filtrează glomerular, rămân în urină și rețin echivalentul osmotic de apă. Provoacă eliminarea unei cantități mari de apă. Sarea eliminată este ușor crescută față de o eliminare normală. Acționează la nivelul Tubului Proximal si Ramura descendenta a Ansei Henle. 
Exemplu : Manitol, Uree, Izosorbid

### Efect asuprapotasemiei
- Diuretice care elimină potasiu

Puternic:tiazide
Mediu: diuretice de ansă, inhibitorii anhidrazei carbonice
- Diuretice care rețin potasiu

antialdosteronice competitive și de efect

### Intensitatea efectului diuretic
- Eficacitate mare: diuretice de ansă - furosemidă
- Eficacitate medie: tiazide
- Eficacitate slabă: Inhibitorii anhidrazei carbonice, Antagoniștii aldosteronului

### Durata acțiunii
- Durata scurtă(<6h): Diuretice de ansă (2-6h)
- Durată medie (6-24h):

Tiazide: hidroclorotiazida, ciclopentiazida, butizida (8-12h)
Antagonisti de efect ai aldosteronului: triamteren (6-10h), amilorid (24h)
- Durată lungă (>24h)

Tiazide : ciclotiazida (24-36h)
Sulfonamide heterociclice : clortalidon, clopamid, indapamid (24-36h)
Antagoniștii competitivi ai aldosteronului : spironolactona

## Farmacotoxicologie
- Reactiile adeverse pot fi de tipul: efecte secundare, efecte toxice, efecte alergice, dependenta de diuretice, efect rebound.
- Efecte secundare : dezechilibre electrolitice si acido-bazice si dezechilibre metabolice.
- Efecte toxice : asupra maduvei hematoformatoare (cu leucopenie si trombopenie); renale si digestive
- Efecte alergice : eruptii cutanate (la sulfamide)
- Dependenta de diretice : la femeile de varsta mijlocie edemelor, cu edeme in ortostatism, dupa oprirea tratamentului cu diuretice de ansa, se inregistreaza agravarea edemelor; in aceste cazuri se evita diureticele foarte active si se instituie dieta hiposodata.
- Efecte rebound : retentie hidrosalina si edeme la intreruperea brusca a administrarii unui timp indelungat.